# Managing contractor
Een Managing Contractor (MC) is een persoon of bedrijf dat door een opdrachtgever wordt gecontracteerd voor het beheren van en toezicht houden op een volledig project. Een Managing Contractor voert dit uit door de regie te voeren over verschillende onderaannemers die diverse werkzaamheden voor het project verrichten.